# Cotovia-montesina

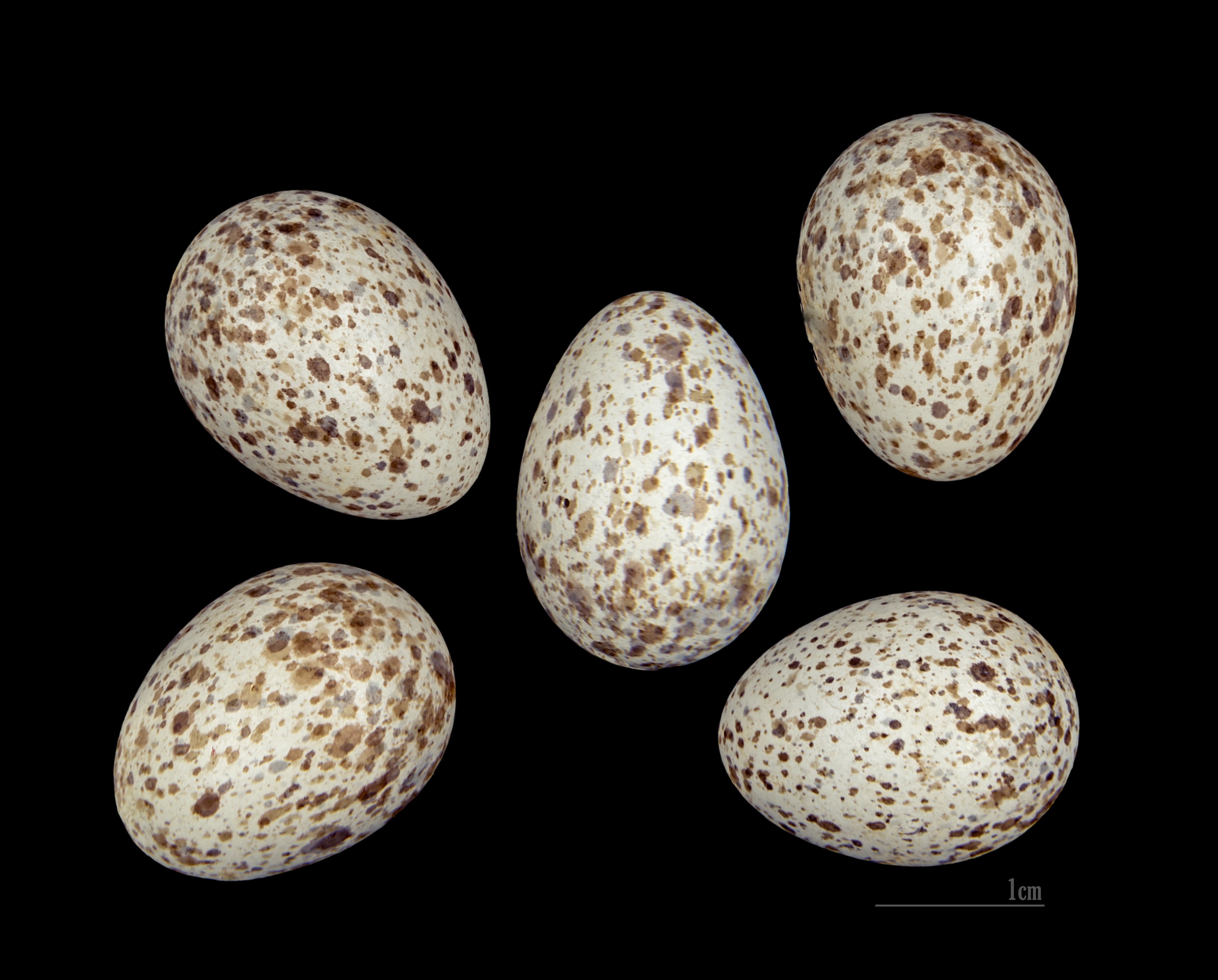
Galerida theklae MHNT

Cotovia-montesina ou cotovia-escura (Galerida theklae) é uma ave da família Alaudidae. Caracteriza-se pela plumagem castanha e pela pequena poupa no alto da cabeça. Pode confundir-se com a cotovia-de-poupa.
Nidifica na Península Ibérica e no norte de África. É uma espécie residente, podendo por isso ser observada durante todo o ano.